# Atherigona palpalis
Atherigona palpalis este o specie de muște din genul Atherigona, familia Muscidae, descrisă de Dike în anul 1987.
Este endemică în Nigeria. Conform Catalogue of Life specia Atherigona palpalis nu are subspecii cunoscute.